# Karine Jean-Pierre
Karine Jean-Pierre (Fort-de-France, 13 de agosto de 1977) es una organizadora de campañas políticas, activista, comentarista política y autora estadounidense que desde el 13 de mayo de 2022 hasta el 20 de enero de 2025, fue la secretaria de Prensa de la Casa Blanca. Asumió el cargo luego de la partida de Jen Psaki, convirtiéndose en la primera persona afroestadounidense y la primera persona abiertamente homosexual en ser secretaria de Prensa. Previamente fue subsecretaria de prensa principal de la Casa Blanca desde 2021 hasta 2022. Se desempeñó como jefa de gabinete de la candidata demócrata a la vicepresidencia Kamala Harris durante la campaña presidencial de 2020, convirtiéndose en la primera mujer negra y la primera lesbiana en ocupar ese cargo.
Anteriormente, Jean-Pierre fue asesora principal y vocera nacional de MoveOn.org y analista política de NBC News y MSNBC. También fue profesora de asuntos internacionales y públicos en la Universidad de Columbia.

## Biografía
Jean-Pierre nació en Fort-de-France, Martinica, hija de padres haitianos quienes al ver la situación económica que estaba atravesando su país, pronto se mudaron a los Estados Unidos. Tiene dos hermanos menores, junto a los cuales se crio en el barrio de Queens Village de la ciudad de Nueva York desde los cinco años. Su madre trabajaba como asistente de salud en el hogar y su padre era taxista. Dado que ambos padres trabajaban la mayor parte de los días de la semana, Jean-Pierre a menudo era responsable del cuidado de sus hermanos menores.

### Estudios
Jean-Pierre se graduó de Kellenberg Memorial High School en 1993. Obtuvo un Bachillerato en Ciencias del Instituto de Tecnología de Nueva York en 1997. Recibió su MBA de la Escuela de Asuntos Públicos e Internacionales de la Universidad de Columbia (SIPA) en 2003, donde se desempeñó en el gobierno estudiantil y decidió dedicarse a la política.

## Carrera política
Después de concluir la escuela de posgrado, Jean-Pierre trabajó como directora de asuntos legislativos y presupuestarios para el concejal de la ciudad de Nueva York, James F. Gennaro. En 2006, fue contratada como coordinadora de divulgación de Walmart Watch en Washington D. C. Fue directora política regional del sureste de la campaña presidencial de John Edwards en 2008. Se unió a la facultad de la Universidad de Columbia en 2014, donde es profesora de temas internacionales y asuntos públicos.
Durante la tarde del 8 de septiembre de 2022, Pierre estaba en plena rueda de prensa cuando fue informada en vivo sobre el fallecimiento de Isabel II del Reino Unido, por lo que fue el primer miembro del gobierno estadounidense encargada de dar las condolencias a la Familia real Británica y al nuevo rey Carlos III, también se comunicó por parte del gobierno estadounidense con el duque y la duquesa de Sussex, los cuales son residentes en territorio estadounidense desde que se establecieron en Santa Bárbara, California.

### Después de la Administración Biden
En junio de 2025, Jean-Pierre anunció que había abandonado el Partido Demócrata por ciertas diferencias con el partido y se convertía en independiente. Su segundo libro, «Independiente: Una mirada al interior de una Casa Blanca rota, fuera de las líneas del partido», se publicará en octubre de 2025.

## Vida personal
Jean-Pierre vive en el área metropolitana de Washington D. C. con su pareja, la corresponsal de CNN Suzanne Malveaux, y su hija. Habla inglés, francés y criollo haitiano con fluidez.
En una entrevista sobre su trabajo como miembro del personal abiertamente gay en la Casa Blanca de Obama, Jean-Pierre dijo: "Lo que ha sido maravilloso es que no fui la única; fui una de muchos. El presidente Obama no contrató personal LGBT, él contrató a personas con experiencia que resultan ser LGBT. Servir y trabajar para el presidente Obama, donde puedes ser abiertamente gay, ha sido un gran honor. Se sintió increíble ser parte de una administración que prioriza los problemas LGBT".

## Libro
Moving Forward: A Story of Hope, Hard Work, and the Promise of America. Nueva York: Hanover Square Press. 5 de noviembre de 2019. ISBN 978-1-335-91783-6.